# اللجع (السبرة)

تعديل مصدري - تعديل

اللجع هي إحدى قرى عزلة زبيد بمديرية السبرة التابعة لمحافظة إب، بلغ تعداد سكانها 351 نسمة حسب تعداد اليمن لعام 2004.